# 74e cérémonie des Golden Globes
La 74e cérémonie des Golden Globes, organisée par la Hollywood Foreign Press Association, a eu lieu le 8 janvier 2017 et récompensé les films et séries diffusés en 2016, ainsi que les professionnels s'étant distingués cette année-là.
Elle a été présentée pour la première fois par l'animateur de télévision Jimmy Fallon, et a été diffusée sur le réseau NBC.
Les nominations ont été annoncées le 12 décembre 2016.
Le Cecil B. DeMille Award est attribué à Meryl Streep pour récompenser l'ensemble de sa carrière.

## Présentateurs et intervenants
- Jimmy Fallon, maître de cérémonie

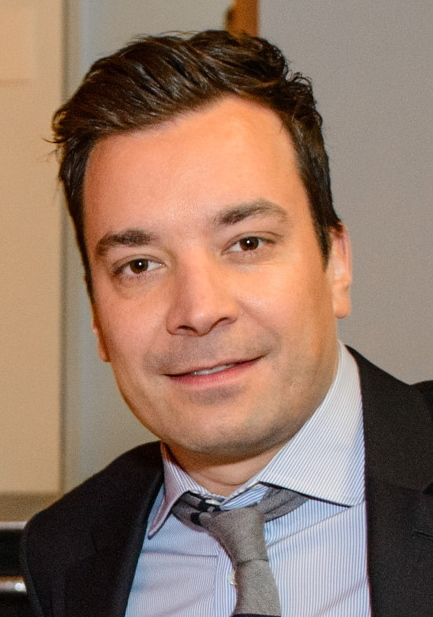
Jimmy Fallon, hôte de la cérémonie.

Les personnalités suivantes ont remis des prix lors de la cérémonie :
- Ben Affleck, Sienna Miller et Zoe Saldana présentent le Meilleur réalisateur
- Casey Affleck présente le film Manchester by the Sea
- Drew Barrymore et Timothy Olyphant présentent la Meilleure série musicale ou comique et la Meilleure actrice dans une série musicale ou comique
- Kristen Bell et Cuba Gooding Jr. présentent la Meilleure actrice dans un second rôle dans une série, mini-série ou un téléfilm
- Annette Bening présente le film 20th Century Women
- Matt Bomer et Naomi Campbell présentent le Meilleur acteur dans un second rôle dans une série, mini-série ou un téléfilm
- Pierce Brosnan présente le film Sing Street
- Steve Carell et Kristen Wiig présentent le Meilleur film d'animation
- Jessica Chastain et Eddie Redmayne présentent le Meilleur film musical ou comédie
- Priyanka Chopra et Jeffrey Dean Morgan présentent le Meilleur acteur dans une série dramatique
- Matt Damon présente la Meilleure actrice dans un film musical ou comédie
- Viola Davis présente le Cecil B. DeMille Award
- Laura Dern et Jon Hamm présentent la Meilleure série dramatique et la Meilleure actrice dans une série dramatique
- Leonardo DiCaprio présente la Meilleure actrice dans un film dramatique
- Gal Gadot et Chris Hemsworth présentent le Meilleur film étranger
- Hugh Grant présente le film Florence Foster Jenkins
- Jake Gyllenhaal présente le film Deadpool
- Goldie Hawn et Amy Schumer présentent le Meilleur acteur dans un film musical ou une comédie
- Felicity Jones et Diego Luna présentent le Meilleur scénario
- Michael Keaton présente la Meilleure actrice dans un second rôle
- Anna Kendrick et Justin Theroux présentent le Meilleur acteur dans une mini-série ou un téléfilm
- Nicole Kidman et Reese Witherspoon présentent la Meilleure mini-série ou meilleur téléfilm et la Meilleure actrice dans une mini-série ou un téléfilm
- Brie Larson présente le Meilleur acteur dans un film dramatique
- John Legend présente le film La La Land
- Mandy Moore et Milo Ventimiglia présentent le Meilleur acteur dans une série musicale ou comique
- Dev Patel et Sunny Pawar présentent le film Lion
- Chris Pine présente le film Comancheria
- Brad Pitt présente le film Moonlight
- Ryan Reynolds et Emma Stone présentent le Meilleur acteur dans un second rôle
- Sylvester Stallone et Carl Weathers présentent le Meilleur film dramatique
- Sting et Carrie Underwood présentent la Meilleure chanson originale et la Meilleure musique de film
- Vince Vaughn présente le film Tu ne tueras point
- Sofía Vergara présente les Miss Golden Globe

## Palmarès

### Cinéma

#### Meilleur film dramatique
- Moonlight
  - Comancheria (Hell or High Water)
  - Lion
  - Manchester by the Sea
  - Tu ne tueras point (Hacksaw Ridge)

#### Meilleur film musical ou comédie
- La La Land
  - 20th Century Women
  - Deadpool
  - Florence Foster Jenkins
  - Sing Street

#### Meilleur réalisateur
- Damien Chazelle pour La La Land
  - Tom Ford pour Nocturnal Animals
  - Mel Gibson pour Tu ne tueras point (Hacksaw Ridge)
  - Barry Jenkins pour Moonlight
  - Kenneth Lonergan pour Manchester by the Sea

#### Meilleur acteur dans un film dramatique
- Casey Affleck pour le rôle de Lee Chandler dans Manchester by the Sea
  - Joel Edgerton pour le rôle de Richard Loving dans Loving
  - Andrew Garfield pour le rôle de Desmond Doss dans Tu ne tueras point (Hacksaw Ridge)
  - Viggo Mortensen pour le rôle de Ben dans Captain Fantastic
  - Denzel Washington pour le rôle de Troy Maxson dans Fences

#### Meilleure actrice dans un film dramatique
- Isabelle Huppert pour le rôle de Michèle Leblanc dans Elle
  - Amy Adams pour le rôle de Louise Banks dans Premier Contact (Arrival)
  - Jessica Chastain pour le rôle de Elizabeth Sloane dans Miss Sloane
  - Ruth Negga pour le rôle de Mildred Loving dans Loving
  - Natalie Portman pour le rôle de Jacqueline Kennedy dans Jackie

#### Meilleur acteur dans un film musical ou une comédie
- Ryan Gosling pour le rôle de Sebastian dans La La Land
  - Colin Farrell pour le rôle de David dans The Lobster
  - Hugh Grant pour le rôle de St. Clair Bayfield dans Florence Foster Jenkins
  - Jonah Hill pour le rôle de Efraim Diveroli dans War Dogs
  - Ryan Reynolds pour le rôle de Wade Wilson / Deadpool dans Deadpool

#### Meilleure actrice dans un film musical ou une comédie
- Emma Stone pour le rôle de Mia Dolan dans La La Land
  - Annette Bening pour le rôle de Dorothea dans 20th Century Women
  - Lily Collins pour le rôle de Marla Mabrey dans L'Exception à la règle (Rules Don't Apply)
  - Hailee Steinfeld pour le rôle de Nadine Byrd dans The Edge of Seventeen
  - Meryl Streep pour le rôle de Florence Foster Jenkins dans Florence Foster Jenkins

#### Meilleur acteur dans un second rôle
- Aaron Taylor-Johnson pour le rôle de Ray Marcus dans Nocturnal Animals
  - Mahershala Ali pour le rôle de Juan dans Moonlight
  - Jeff Bridges pour le rôle de Marcus Hamilton dans Comancheria (Hell or High Water)
  - Simon Helberg pour le rôle de Cosme Mc Moon dans Florence Foster Jenkins
  - Dev Patel pour le rôle de Saroo Brierley dans Lion

#### Meilleure actrice dans un second rôle
- Viola Davis pour le rôle de Rose Maxson dans Fences
  - Naomie Harris pour le rôle de Paula dans Moonlight
  - Nicole Kidman pour le rôle de Sue Brierley dans Lion
  - Octavia Spencer pour le rôle de Dorothy Vaughan dans Les Figures de l'ombre (Hidden Figures)
  - Michelle Williams pour le rôle de Randi dans Manchester by the Sea

#### Meilleur scénario
- La La Land – Damien Chazelle
  - Nocturnal Animals – Tom Ford
  - Moonlight – Barry Jenkins
  - Manchester by the Sea – Kenneth Lonergan
  - Comancheria (Hell or High Water) – Taylor Sheridan

#### Meilleure chanson originale
- City of Stars dans La La Land – Justin Hurwitz, Pasek and Paul
  - Can't Stop the Feeling! dans Les Trolls (Trolls) – Max Martin, Shellback et Justin Timberlake
  - Faith dans Tous en scène (Sing) – Ryan Tedder, Stevie Wonder et Francis Farewell Starlite
  - Gold dans Gold – Stephen Gaghan, Danger Mouse, Daniel Pemberton et Iggy Pop
  - How Far I'll Go dans Vaiana : La Légende du bout du monde (Moana) – Lin-Manuel Miranda

#### Meilleure musique de film
- La La Land – Justin Hurwitz
  - Moonlight – Nicholas Britell
  - Premier Contact (Arrival) – Jóhann Jóhannsson
  - Lion – Dustin O'Halloran et Hauschka
  - Les Figures de l'ombre (Hidden Figures) – Hans Zimmer, Pharrell Williams et Benjamin Wallfisch

#### Meilleur film en langue étrangère
- Elle de Paul Verhoeven
  - Divines de Houda Benyamina
  - Neruda de Pablo Larraín
  - Le Client (Forushande) d’Asghar Farhadi
  - Toni Erdmann de Maren Ade

#### Meilleur film d'animation
- Zootopie (Zootopia)
  - Kubo et l'Armure magique (Kubo and the Two Strings)
  - Vaiana : La Légende du bout du monde (Moana)
  - Ma vie de Courgette (My Life as a Zucchini)
  - Tous en scène (Sing)

### Télévision

#### Meilleure série dramatique
- The Crown
  - Game of Thrones
  - Stranger Things
  - This Is Us
  - Westworld

#### Meilleure série musicale ou comique
- Atlanta
  - Black-ish
  - Mozart in the Jungle
  - Transparent
  - Veep

#### Meilleure mini-série ou meilleur téléfilm
- American Crime Story
  - The Night Of
  - American Crime
  - The Night Manager
  - The Dresser

#### Meilleur acteur dans une série dramatique
- Billy Bob Thornton pour le rôle de Billy McBride dans Goliath
  - Rami Malek pour le rôle d'Elliot Alderson dans Mr. Robot
  - Bob Odenkirk pour les rôles de Saul Goodman et Jimmy McGill dans Better Call Saul
  - Matthew Rhys pour les rôles de Philip Jennings et Mischa dans The Americans
  - Liev Schreiber pour le rôle de Raymond « Ray » Donovan dans Ray Donovan

#### Meilleure actrice dans une série dramatique
- Claire Foy pour le rôle d'Élisabeth II dans The Crown
  - Caitriona Balfe pour le rôle de Claire Fraser dans Outlander
  - Keri Russell pour le rôle d'Elizabeth Jennings dans The Americans
  - Winona Ryder pour le rôle de Joyce dans Stranger Things
  - Evan Rachel Wood pour le rôle de Dolores Abernathy dans Westworld

#### Meilleur acteur dans une série musicale ou comique
- Donald Glover pour le rôle d'Earnest « Earn » Marks dans Atlanta
  - Anthony Anderson pour le rôle de Dre Johnson dans Black-ish
  - Gael García Bernal pour le rôle de Rodrigo De Souza dans Mozart in the Jungle
  - Nick Nolte pour le rôle de Richard Graves dans Graves
  - Jeffrey Tambor pour le rôle de Maura Pfefferman dans Transparent

#### Meilleure actrice dans une série musicale ou comique
- Tracee Ellis Ross pour le rôle de Rainbow Johnson dans Black-ish
  - Rachel Bloom pour le rôle de Rebecca Bunch dans Crazy Ex-Girlfriend
  - Julia Louis-Dreyfus pour le rôle de Selina Meyer dans Veep
  - Sarah Jessica Parker pour le rôle de Frances dans Divorce
  - Issa Rae pour le rôle d'Issa Dee dans Insecure
  - Gina Rodriguez pour le rôle de Jane Villanueva dans Jane the Virgin

#### Meilleur acteur dans une mini-série ou un téléfilm
- Tom Hiddleston pour le rôle de Jonathan Pine dans The Night Manager
  - Riz Ahmed pour le rôle de Nasir Khan dans The Night Of
  - Bryan Cranston pour le rôle de Lyndon B. Johnson dans All the Way
  - John Turturro pour le rôle de John Stone dans The Night Of
  - Courtney B. Vance pour le rôle de Johnnie Cochran Jr dans American Crime Story

#### Meilleure actrice dans une mini-série ou un téléfilm
- Sarah Paulson pour le rôle de Marcia Clark dans American Crime Story
  - Felicity Huffman pour le rôle de Leslie Graham dans American Crime
  - Riley Keough pour le rôle de Christine Reade dans The Girlfriend Experience
  - Charlotte Rampling pour le rôle de Frances Turner dans London Spy
  - Kerry Washington pour le rôle d'Anita Hill dans Confirmation

#### Meilleur acteur dans un second rôle dans une série, une mini-série ou un téléfilm
- Hugh Laurie pour le rôle de Richard Roper dans The Night Manager
  - Sterling K. Brown pour le rôle de Christopher Darden dans American Crime Story
  - John Lithgow pour le rôle de Winston Churchill dans The Crown
  - Christian Slater pour le rôle d'Edward Alderson dans Mr. Robot
  - John Travolta pour le rôle de Robert Shapiro dans American Crime Story

#### Meilleure actrice dans un second rôle dans une série, une mini-série ou un téléfilm
- Olivia Colman pour le rôle d'Angela Burr dans The Night Manager
  - Lena Headey pour le rôle de Cersei Lannister dans Game of Thrones
  - Chrissy Metz pour le rôle de Kate Pearson dans This Is Us
  - Mandy Moore pour le rôle de Rebecca Pearson dans This Is Us
  - Thandie Newton pour le rôle de Maeve Millay dans Westworld

### Récompenses spéciales

#### Cecil B. DeMille Award
- Meryl Streep

#### Miss Golden Globe
- Sistine Stallone[4]
- Sophia Stallone[4]
- Scarlet Stallone[4]

## Statistiques

### Nominations multiples

#### Cinéma
- 7 : La La Land
- 6 : Moonlight
- 5 : Manchester by the Sea
- 4 : Florence Foster Jenkins et Lion
- 3 : Tu ne tueras point, Comancheria et Nocturnal Animals
- 2 : 20th Century Women, Premier Contact, Deadpool, Elle, Fences, Les Figures de l'ombre, Loving, Vaiana et Tous en scène

#### Télévision
- 5 : American Crime Story
- 4 : The Night Manager
- 3 : Black-ish, The Crown, The Night Of, This Is Us et Westworld
- 2 : American Crime, Atlanta, Game of Thrones, Mozart in the Jungle, Mr. Robot, Stranger Things, The Americans, Transparent et Veep

### Récompenses multiples

#### Cinéma
- 7/7 : La La Land
- 2/2 : Elle

#### Télévision
- 3/4 : The Night Manager
- 2/5 : American Crime Story
- 2/3 : The Crown
- 2/2 : Atlanta

### Les grands perdants
- 1/6 : Moonlight
- 1/5 : Manchester by the Sea